# أوروفيل جنكشن
أوروفيل جنكشن تجمع سكاني تقع إدارياً ضمن مقاطعة بوت (كاليفورنيا) في الولايات المتحدة.